# Gymnothorax rueppellii
Gymnothorax rueppellii är en fiskart som först beskrevs av Mcclelland, 1844.  Gymnothorax rueppellii ingår i släktet Gymnothorax och familjen Muraenidae. Inga underarter finns listade i Catalogue of Life.